# Луцкевич, Екатерина Васильевна
Екатерина Васильевна Луцкевич (11 августа 1982, Слуцк, Минская область) — белорусская футболистка, защитница. Выступала за сборную Беларуси.

## Биография
Воспитанница бобруйского футбола. О раннем периоде карьеры полной информации нет[уточнить]. В 2004 году вместе с другими белорусками — Татьяной Гапанович и Татьяной Шрамок выступала за аутсайдера чемпионата России нижегородскую «Нику», также в этом сезоне играла за «Бобруйчанку». В 2005—2006 годах в составе «Университета» (Витебск) дважды побеждала в чемпионате Беларуси. Позднее играла в Казахстане за команду «Акку-Технополис» (Астана).
В начале 2010-х годов играла за «Бобруйчанку», с которой побеждала в чемпионате Беларуси 2010, 2011, 2012 годов, также завоевала два Суперкубка страны (2011, 2012). В 2013 году перешла в «Минск», с которым в 2013—2014 годах завоевала два чемпионства и два Кубка Беларуси, а также Суперкубок (2014). Принимала участие в играх женской Лиги чемпионов (не менее 8 матчей). Признана лучшим защитником чемпионата Беларуси 2012 года.
В 2015 году перешла в клуб «Зорка-БДУ», где провела три сезона. Стала трёхкратным серебряным призёром чемпионата страны и трёхкратным финалистом Кубка (2015, 2016, 2017), обладательницей Суперкубка (2017). В 2018 году играла за «Ислочь-РГУОР», с которым также стала серебряным призёром чемпионата и финалисткой Кубка страны. Пропустив один сезон, в 2020 году вернулась в «Бобруйчанку».
Много лет выступала за национальную сборную Беларуси, последние официальные матчи провела летом 2018 года. В отборочных турнирах чемпионатов мира и Европы сыграла не менее 18 матчей.
Также играла в чемпионате Беларуси по мини-футболу за клубы «Педуниверситет» (Минск) и «Бобруйчанка», вызывалась в мини-футбольную сборную и была её капитаном.